# Parc national des Monts-Torngat
Le parc national des Monts-Torngat est un parc national du Canada située à Terre-Neuve-et-Labrador. Créé le 14 février 2008, il s'agit du plus récent parc national au Canada. Ce parc a pour but de protéger un élément représentatif de la région naturelle des montagnes du Labrador du Nord. Le parc est issu des revendications territoriales avec les Inuits du Nunatsiavut et son statut changera pour celui de parc national quand les négociations avec les Inuits du Nunavik (Québec) entreront en vigueur.
Le nom du parc vient des monts Torngat, qui vient lui-même de l'inuktitut Torngait, lieu habité par les esprits. Le parc comprend tout le territoire du Labrador au nord du fjord Saglek. Le parc est adjacent au parc national Kuururjuaq situé au Québec.

## Flore
Le parc des Monts-Torngat ne comprend pas de forêt proprement dit à l'exception d'épinettes naines près de la frontière du Québec. Le parc comprend cependant 330 espèces de plantes vasculaires et 220 espèces de mousses et d'hépatiques. Les connaissances sur les lichens et champignons du parc sont parcellaires.

## Faune
Le parc est situé au carrefour de la faune boréale et arctique. Le parc est entre autres occupé par le caribou des bois (Rangifer tarandus caribou), soit les hardes de la rivière George et des monts Torngat. Le parc est aussi visité par l'ours noir (Ursus americanus) , l'ours blanc (Ursus maritimus), le loup (Canis lupus), le renard roux (Vulpes vulpes), le renard arctique (Vulpes lagopus), le campagnol[Lequel ?], le lièvre arctique (Lepus arcticus) et le lemming[Lequel ?].
Le fond des fjords est quant à lui visité par le petit rorqual (Balaenoptera acutorostrata), le rorqual commun (Balaenoptera physalus) et la baleine à bosse (Megaptera novaeangliae). Plusieurs espèces de phoques visitent le parc, dont le phoque annelé (Pusa hispida), le phoque à capuchon (Cystophora cristata), le phoque du Groenland (Pagophilus groenlandicus) et le phoque commun (Phoca vitulina) qui sont attirés par la richesse des eaux froides.
Pour ce qui est de la faune aviaire, le faucon pèlerin (Falco peregrinus), le garrot d'Islande (Bucephala islandica), le hibou des marais (Asio flammeus) et l'arlequin plongeur (Histrionicus histrionicus) nichent tous dans le parc. Le lagopède alpin (Lagopus muta) y réside quant à lui à l'année.